# الجيش الألباني الملكي
الجيش الألباني الملكي (بالألبانية: Ushtria Mbretërore Shqiptare)‏ كان جيش المملكة الألبانية والملك أحمد زوغو ملك الألبان من عام 1928 حتى عام 1939. وكان قائدها الأعلى هو الملك زوغ. وكان قائدها الجنرال جمال أرانيتاسي ؛ وكان رئيس أركانها الجنرال جوستاف فون ميرداتش . تم تمويل الجيش بشكل أساسي من إيطاليا من عام 1936 إلى عام 1939. 

## قانون التوظيف
- المادة 1. يُلزم أي مواطن ألباني ذكر بأداء الخدمة العسكرية وفقاً لأحكام هذا القانون.
- المادة 2. يستثنى من الخدمة العسكرية ولا يستطيع المشاركة في القوات المسلحة أولئك الذين يحكم عليهم بالسجن المؤبد، وكذلك أولئك الذين يحكم عليهم بعقوبة تنطوي على فقدان الحقوق المدنية، والخسارة الدائمة للحق في خدمة الدولة. يتم الاستثناء للمدانين السياسيين الذين يستعيدون مع مرور الوقت حقوقهم المدنية.
- المادة 3. تبدأ الخدمة العسكرية في 1 ديسمبر من العام الذي يبلغ فيه الأولاد 19 عامًا ويدخلون العشرينات من عمرهم، حتى 31 ديسمبر من العام الذي يبلغون فيه 50 عامًا. وتنقسم مهمة الخدمة هذه إلى ثلاثة أجزاء: أ) الجزء الأول، ومدته 18 شهرًا، ويتم قضاؤها في الخدمة المستمرة تحت السلاح، والتي تسمى الخدمة الفعلية؛ ب) الجزء الثاني، وهو ما يصرف عند الإفراج، باستثناء المكالمات التي يمكن إجراؤها وما في حكمها من تاريخ التسريح من الخدمة الفعلية حتى 31 ديسمبر من العام الذي يبلغ فيه سن 45 سنة؛ ج) الجزء الثالث، وينفق أيضا على الإفراج اعتبارا من 31 ديسمبر من العام الذي بلغوا فيه 45 سنة من العمر حتى 31 ديسمبر من العام الذي بلغوا فيه 50 عاما. هذا الجزء يسمى خدمة جيش الخط الثاني.
- المادة 4. ويجوز تقصير مدة الخدمة الفعلية لكل تلك الطبقة أو جزء منها باقتراح قيادة القوات المسلحة، وبموافقة المجلس الوزاري، وبقرار جمهوري.
- المادة 5. يجب أن يكون لدى جميع المواطنين الألبان الذكور الذين تتراوح أعمارهم بين 20 و50 عامًا وثيقة لتقديمها في أي حالة تطلبها قوات الدرك، ويجب أن تثبت هذه الوثيقة أنهم أكملوا الخدمة العسكرية الفعلية التي تم إطلاق سراحهم منها بانتظام. ومن أجل تبادل واستخدام الوثيقة المعنية، سيتم اتخاذ التدابير تباعًا.
- اعتبارًا من 1 يناير من السنة التي يبلغ فيها الرجال سن 18 عامًا وحتى انتهاء واجباتهم الخدمية، لا يمكن للرجال المذكورين الهجرة إلا بعد أن يودعوا، على سبيل التعهد، مبلغًا من الفرنك. 1000 ذهب في خزينة الدولة، أو في الحالة الأخرى، عن طريق سند كاتب عدل من الأب. 1000 ذهب. [2]

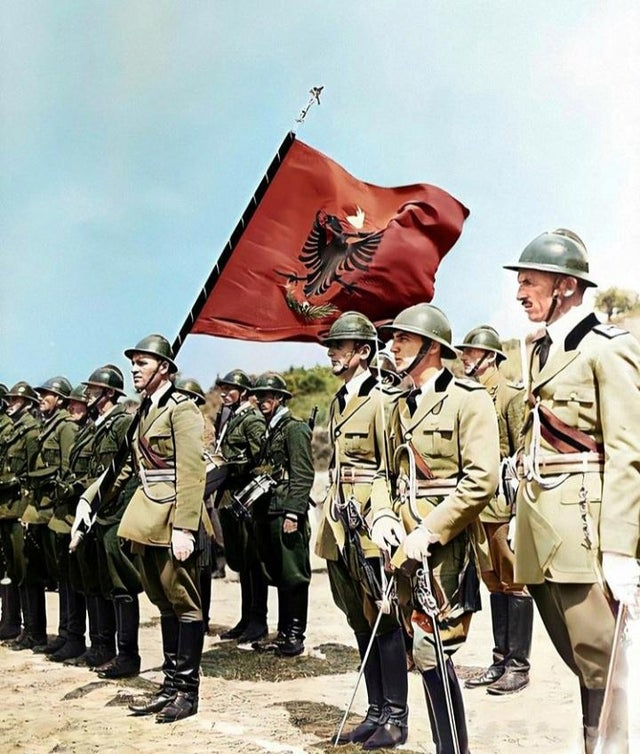
حرس الشرف للجيش الألباني الملكي حوالي عام 1939.